# Simple DirectMedia Layer

Umístění Simple DirectMedia Layer mezi OpenGL a kernelem v Linuxu

Simple DirectMedia Layer (SDL) je multiplatformní multimediální knihovna poskytující nízkoúrovňový přístup k audiu, klávesnici, joysticku, 2D a 3D počítačové grafice. Napsaná je v jazyce C, ale díky jazykovým vazbám (language binding) je možné knihovnu použít i v Javě, Delphi, Pythonu, Perlu a dalších. Verze 2.0.7 z října 2017 využívá grafickou knihovnu OpenGL; pod MS Windows pak i DirectX. Samotná knihovna obsahuje jen základní funkce, na vše ostatní jsou potřebné doplňující knihovny (SDL_image, SDL_ttf, SDL_net, SDL_Sound, SDL_Mixer, SMPEG a další).

## Historie
Sam Lantinga vytvořil knihovnu během své práce pro Loki Software. Nápad dostal při portování Windows aplikace na Macintosh. SDL poté použil pro port Doomu na BeOS. Se SDL spolupracuje i několik dalších svobodných knihoven, jako například SMPEG a OpenAL.
Knihovna SDL je propojitelná s téměř libovolným existujícím programovacím jazykem, od populárních C++, Perl, Python (skrze Pygame), Pascal atd. k  méně známým, jako například Euphoria či Pliant. Toto společně s  faktem, že SDL je[kdy?] software s  otevřeným zdrojovým kódem a licencované pod LGPL, činí SDL obvyklou volbou pro vývoj mnoha multimediálních aplikací.
SDL samotné je velmi jednoduché; funguje jako tenký multiplatformní wrapper poskytující podporu pro 2D operace s pixely, zvuk, přístup k souborům, zpracování událostí, časování, vlákna atd. Je často použito jako doplněk OpenGL k nastavení grafického výstupu a poskytnutí vstupu z klávesnice a myši, což je za předmětem zájmu OpenGL.
- SDL_image – podpora pro více formátů obrázků
- SDL_mixer – komplexní funkce pro práci s audiem, zejména pro mixování zvuku
- SDL_net – podpora síťování
- SDL_ttf – podpora vykreslování fontů TrueType
- SDL_rtf – jednoduché renderování RTF

## Architektura
SDL má ve svém názvu slovo „layer“ ([ˈleiə(r)]; vrstva) proto, že jde ve skutečnosti o wrapper [ˈræpə(r)] nad funkcionalitou specifickou pro konkrétní operační systém.
Na platformách s X11 používá SDL Xlib pro komunikaci s X11 systémem pro grafiku a události.
Na macOS používá SDL Quartz.

## Příklad v jazyce C – inicializace videa
Jako základ je vložen SDL.h, tato knihovna obsahuje hlavní funkce SDL. Protože budeme inicializovat video ⇒ budeme používat backbuffer, k tomuto účelu slouží v SDL ukazatel Screen na SDL_Surface. V samotné funkci nejdříve zkontrolujeme, zda lze video inicializovat, pokud ne, vypíšeme chybu do stderr, což je už automaticky vytvořený stream pro zápis chyb. Do ukazatele Screen vložíme všechna nastavení našeho okna, tedy šířku, výšku, barevnou hloubku a příznaky (lze kombinovat pomocí |), pokud se inicializace nezdařila, vypíšeme chybu.
```
#include
 
<SDL.h>

typedef
 
enum
{
false
,
 
true
}
 
BOOL
;

SDL_Surface
 
*
 
Screen
;

BOOL
 
InitVideo
(
Uint16
 
ScreenWidth
,
 
Uint16
 
ScreenHeight
,
 
Uint32
 
Flags
,
 
Uint16
 
ColorDepth
)

{

 
if
(
SDL_Init
(
SDL_INIT_VIDEO
)
 
!=
 
0
)

 
{

 
fprintf
(
stderr
,
 
"Nepodařilo se inicializovat SDL: %s
\n
"
,
 
SDL_GetError
());

 
return
 
false
;

 
}

 
Screen
 
=
 
SDL_SetVideoMode
(
ScreenWidth
,
 
ScreenHeight
,
 
ColorDepth
,
 
Flags
);

 
if
(
!
Screen
)

 
{

 
fprintf
(
stderr
,
 
"Nepodařilo se nastavit video mód: %s
\n
"
,
 
SDL_GetError
());

 
return
 
false
;

 
}

}

```

## Galerie

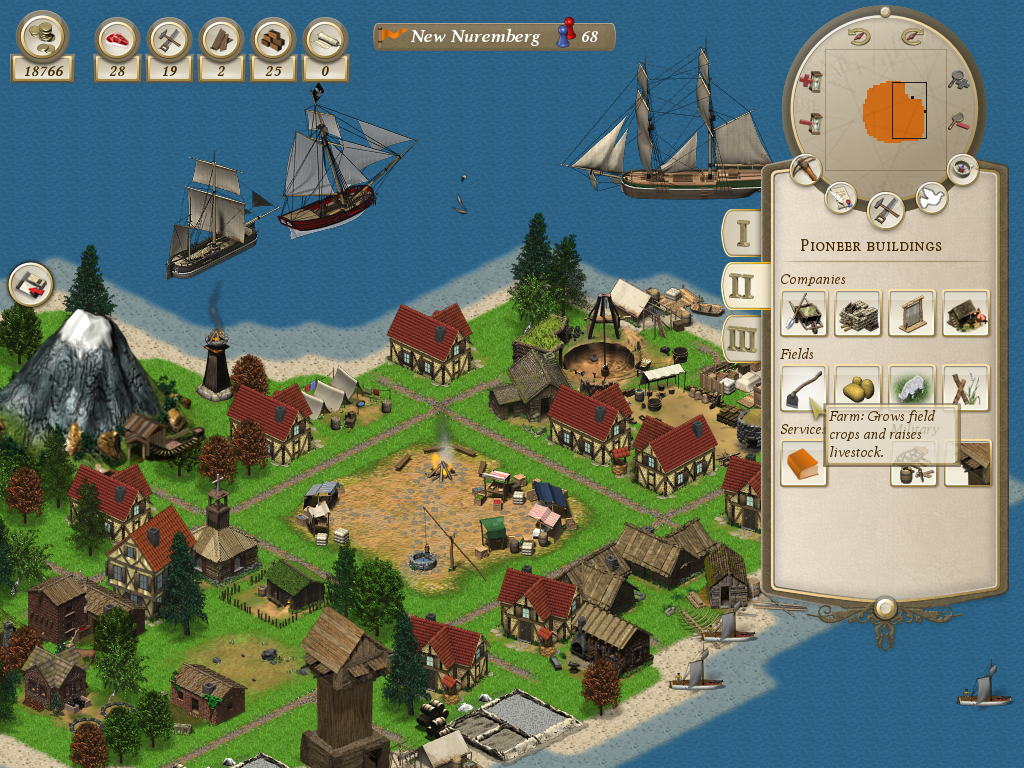
Unknown Horizons
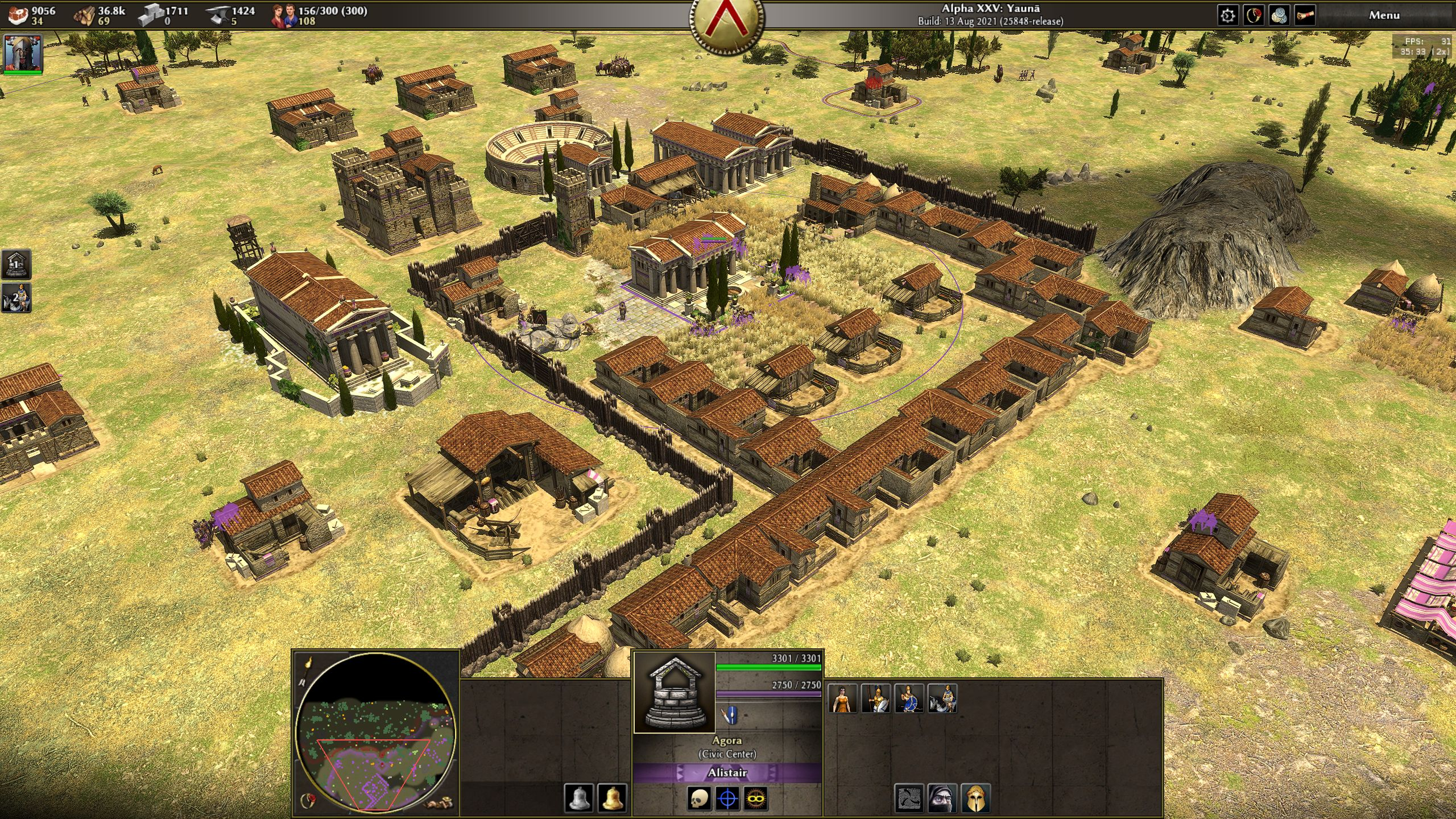
0 A.D.
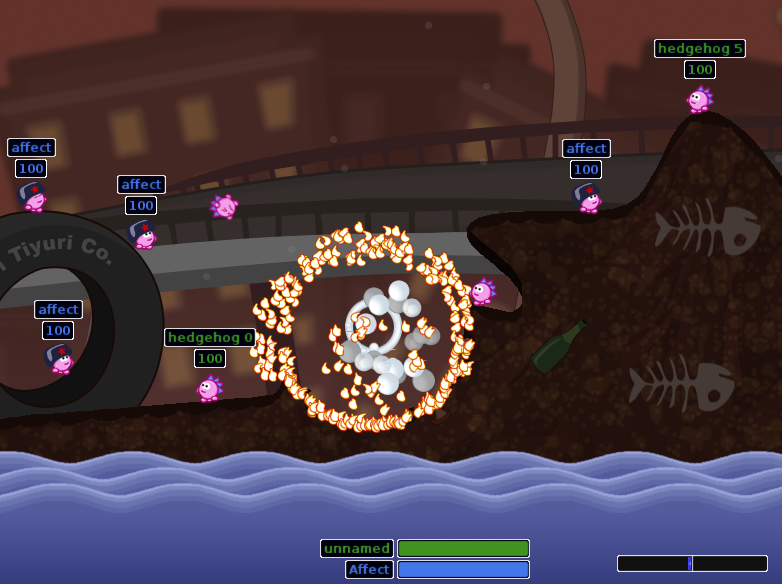
Hedgewars
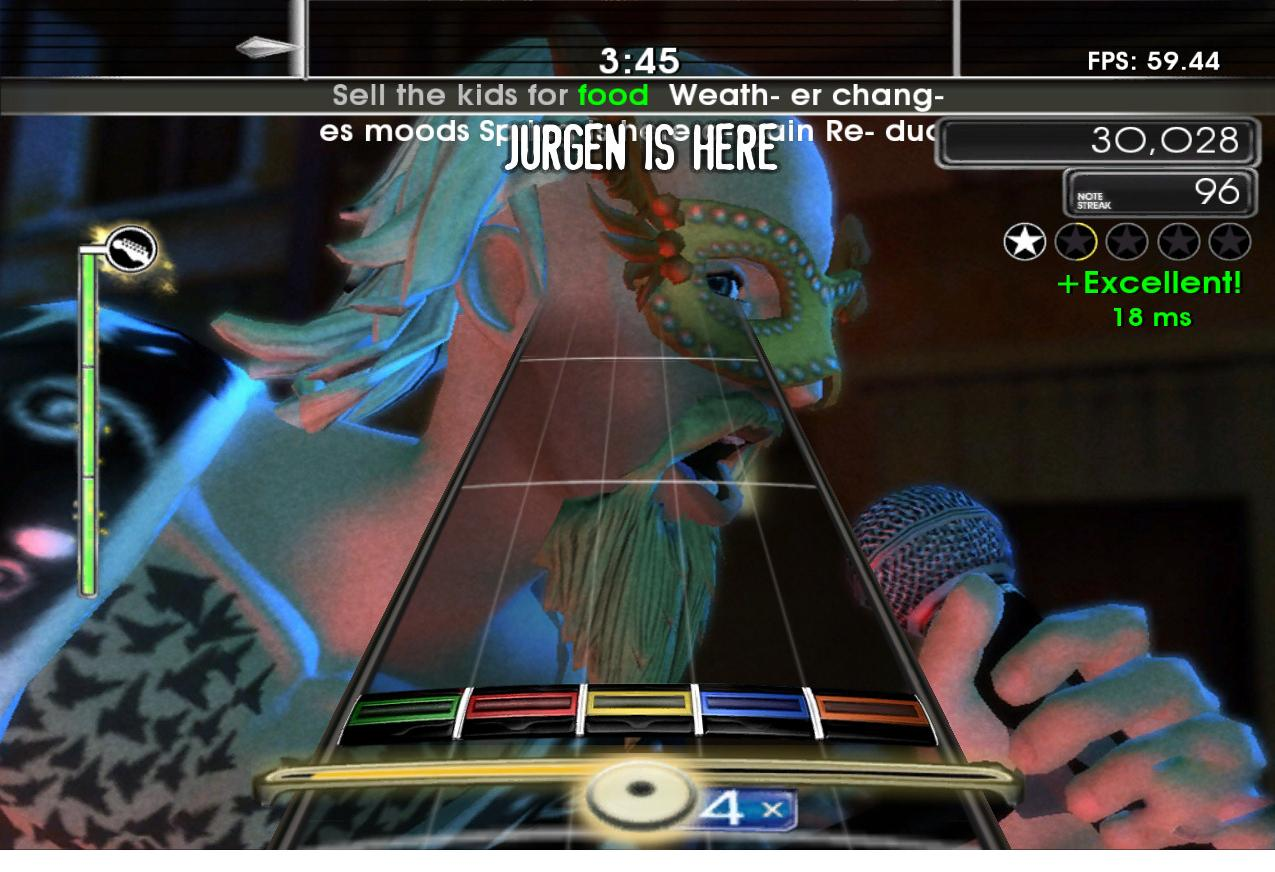
Frets on Fire
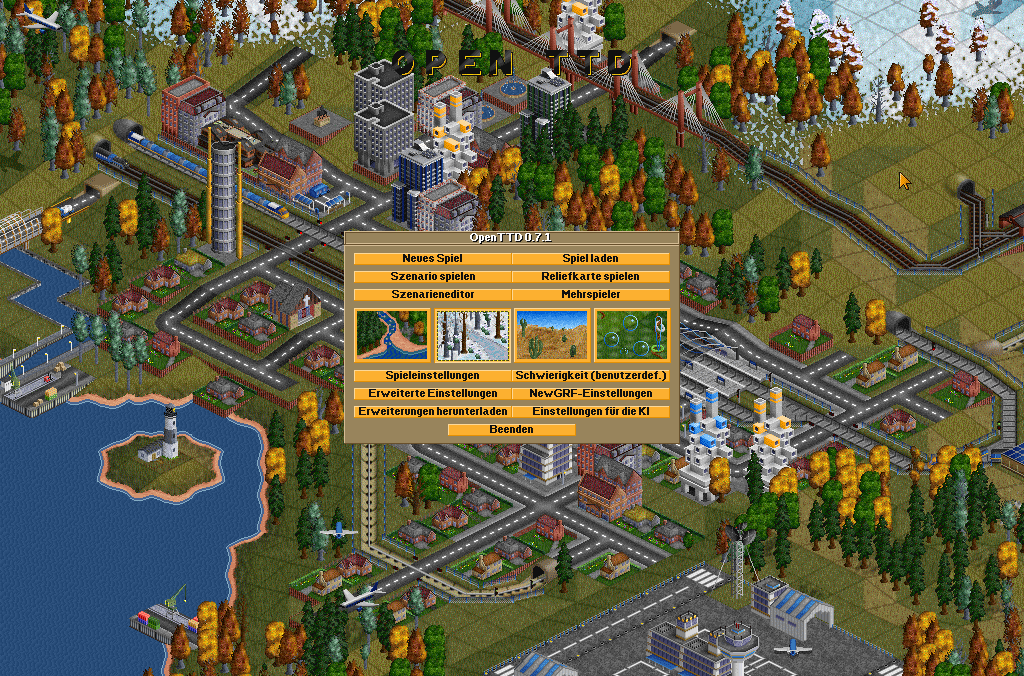
OpenTTD
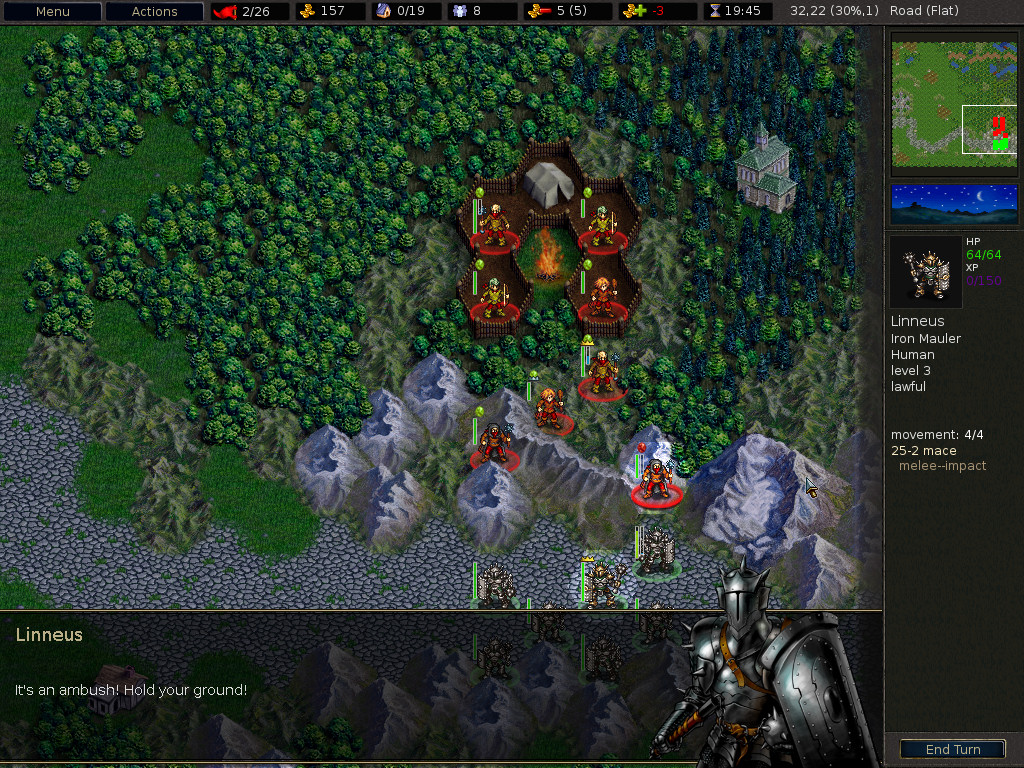
The Battle for Wesnoth
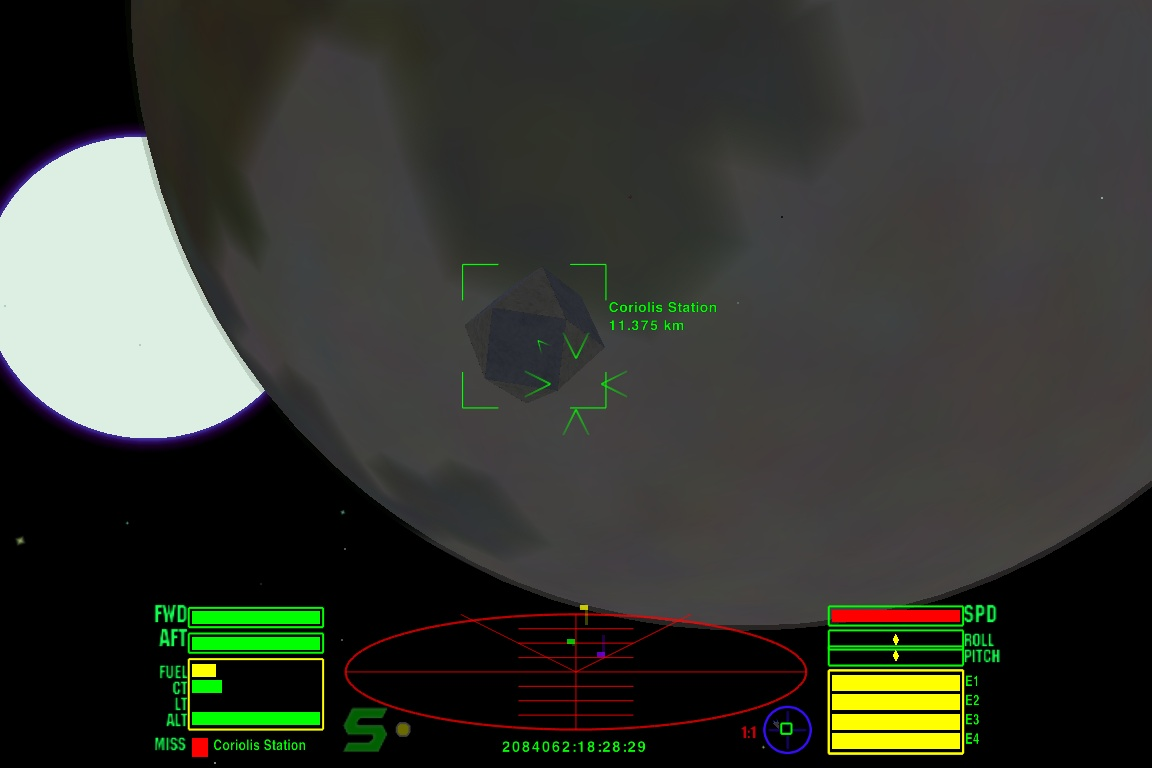
Oolite
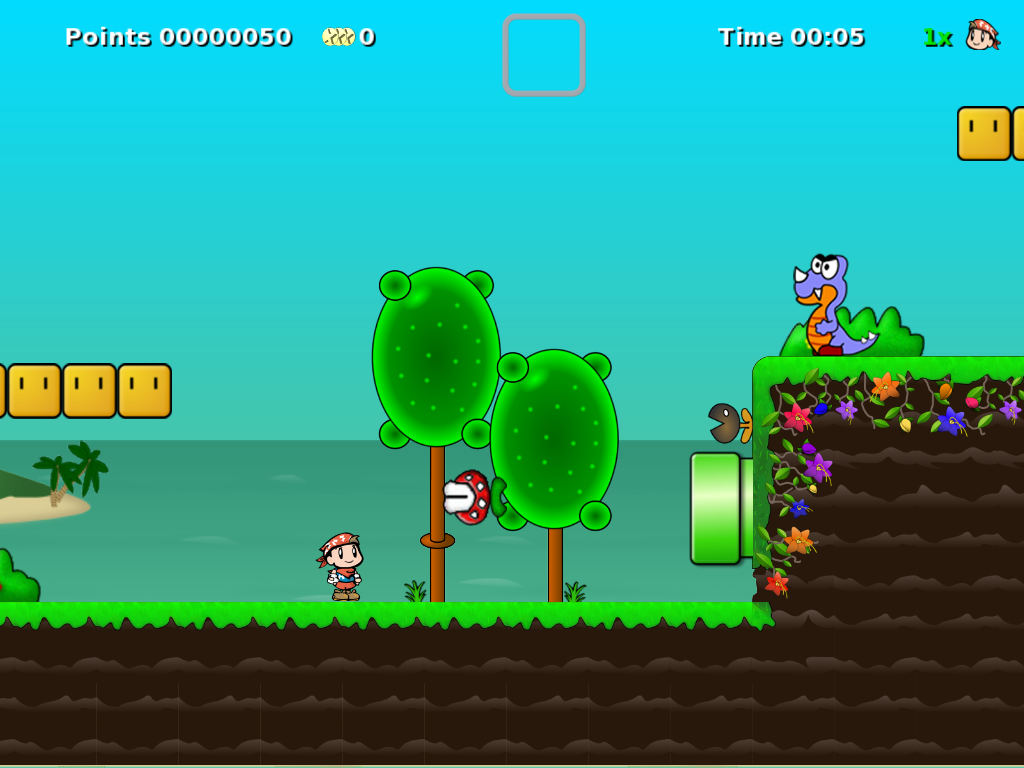
Secret Maryo Chronicles
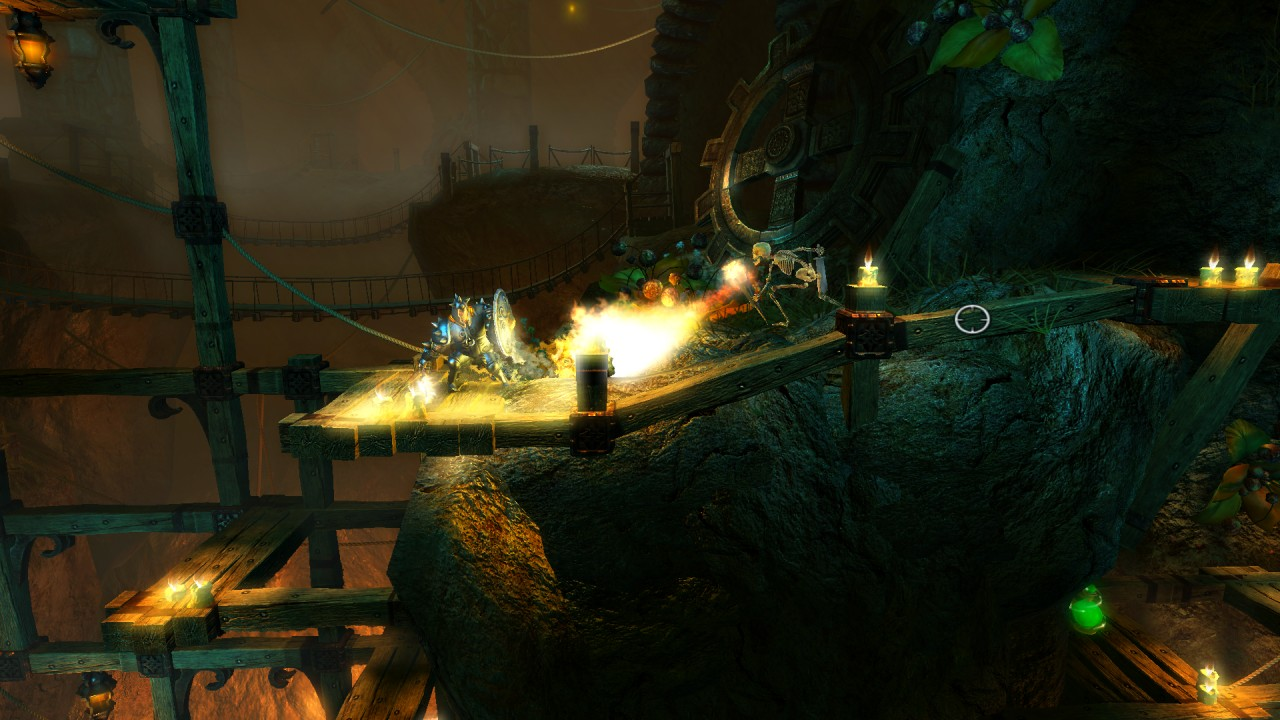
Trine